# 英桂
英桂（えいけい、イングイ、1798年 - 1879年）は、清の官僚・軍人。字は香巌。
満州正白旗人。ヘシェリ氏（hešeri hala、赫舎里氏）。1821年、挙人となる。軍機章京、侍読を経て、山東省の青州府知府となった。その後、山西按察使に抜擢され、さらに山東に異動して布政使代理となった。1853年には河南巡撫となった。太平天国軍が湖北省に侵入すると、南陽に駐屯して防衛にあたった。さらに張楽行率いる捻軍が安徽省の雉河集で挙兵すると、三省の軍務を任され、三河尖で捻軍を破った。1858年には王底楨率いる白蓮教徒の蜂起を鎮圧した。その後、山西巡撫に移され、さらに福州将軍に就任した。
1868年、閩浙総督となり、兵を増員したり外国から蒸気船を購入するなど海防の強化に努めた。1872年、兵部尚書兼総管内務府大臣となり、その後吏部尚書兼歩軍統領となった。1875年に協弁大学士となり、1877年に体仁閣大学士となった。翌年、病で辞任。
死後、太子太保と文勤の諡号が贈られた。